# Islander
Islander é um filme dramático americano, vencedor do prêmio de melhor filme do Sedona International Film Festival de 2007. Ele foi escrito e dirigido por Ian McCrudden e gravado na costa Maine em West Quoddy Head, considerado o ponto mais oriental do Estados Unidos. O filme tem em seu elenco principal os atores Tom Hildreth, que também está como roteirista, Amy Jo Johnson e Philip Baker Hall. Sua estreia aconteceu no Festival de Cinema de Los Angeles, onde foi selecionado como uma das atrações principais de 2006, ganhando diversas criticas positivas de profissionais da industria cinematográfica independente .
Islander usa o cénario idílico da costa Maine para retratar a história de Eben Cole (Thomas Hildreth), que depois de causar um acidente no mar perde a confiança não apenas de sua esposa Cheryl (Amy Jo Johnson), mas de toda sua família e amigos. Foi definido pelo The Hollywood Reporter como um "eficiente e gracioso retrato de coragem" .

## Sinopse
Em uma ilha na costa Maine, as famílias vivem e trabalham no mar por gerações. Todos os moradores se conhecem bem, assim como sabem o passado de seus familiares. Lá, a primogenitura é semelhante a lei e os homens herdam seus territórios de pesca. Eben Cole (Thomas Hildreth) continua o legado de sua família trabalhando na colheita de lagostas, mas depois de causar um trágico acidente no mar, ele perde tudo. Julgado como um criminoso por todos, Eben é condenado e deixa a ilha para ser preso no continente. Depois de um longo tempo de reclusão, Eben ganha liberdade e volta para sua comunidade determinado a colocar sua vida nos eixos e lutar pelo seu trabalho e o modo de vida que ele sempre protegeu. Ele não tem o apoio de seus antigos amigos e nem mesmo de sua esposa Cheryl (Amy Jo Johnson). Cada pescador ali o vê como um prenúncio de má sorte. Apenas Popper (Philip Baker Hall), um velho e rude pescador, parece estar disposto a dar a Eben, uma chance de se tornar Islander novamente. Em conjunto com o cenário deslumbrante da costa Maine, o filme captura a coragem e a integridade de um árduo trabalho e pouco conhecido da população americana e celebra o homem que não erra na necessidade de redenção.

## Elenco
- Tom Hildreth como Eben Cole
- Amy Jo Johnson como Cheryl Cole
- Philip Baker Hall como Popper
- Walter Day como John John
- Robert Taylor como Andrew Fisherman
- David Branch como Mainland Captain
- James Parks como Pokey
- Mark Kiely como Jimmy
- Larry Pine como Old Man Cole
- Judy Prescott como Emily Bess
- Ron Canada como T. Hardy
- Mary Lou Bagley como Doreen
- Ed Conway como Karl
- Emma Ford como Sara

## Lançamento

### Festivais e DVD
"Islander" teve sua premiere durante o Festival de Cinema de Los Angeles em 25 de Julho de 2006, onde recebeu uma indicação como melhor roteiro. Sua estreia também veio recebida por críticos contemporâneos com comentários positivos que levaram o filme a continuar na rota de festivais de cinema durante dois anos, sendo destaque nos festivais de Maine, Williamstown, Hatch, Martha's Vineyard e no Environmental Film Festival e Sedona International Film Festival, onde ganhou o prêmio de Melhor Filme em 2007. Seu lançamento em home vídeo no formato DVD e Blu-ray ocorreu em 17 de fevereiro de 2008.

### Opinião dos críticos
O filme foi recebido por críticos contemporâneos com diversos comentários positivos. Ele detém uma aprovação de 88% no agregador de revisões Rotten Tomatoes, cujo consenso diz que o filme é uma nobre entrada para o mundo real atemporal do cinema independente americano . O The Hollywood Reporter escreveu que o filme é um "eficiente e gracioso retrato de coragem". Ele ainda publicou que "se trata de uma história simples, clássica e repleta de personagens bem descritos e emoções credíveis que nos fazem sentir empatia com os motivos e decisão de todos os personagens" .
O jornal americano The Boston Globe descreveu a produção como modesta, plangente e realista . A revista estadunidense semanal Variety escreveu que "o senso atmosférico e poderoso da costa Maine é um item pungente e envolvente que coleta reações calorosas da platéia ao longo do caminho" . Já o critico Desson Thomson do The Washington Post fez uma review com criticas medianas, dizendo que "infelizmente, a história segue sem uma grande evolução, o que poderia ter feito o filme mais poderoso, mas isso não impede o público de se satisfazer pela sua fotografia e texturas" . A revista LA Weekly disse que a atuação de Philip Baker Hall como Popper foi uma das melhores de sua longa carreira. O site Portland Press Herald publicou que Islander é "um exemplo verdadeiro de se retratar uma fascinante e pouco conhecida comunidade americana". O site Video News destacou a beleza da trilha sonora composta por Ian McCrudden, liderada pela sua canção Star Over, tema do filme .

## Prêmios e Indicações
| Ano  | Resultado | Premiação                               | Categoria      | Representante | Link  |
| ---- | --------- | --------------------------------------- | -------------- | ------------- | ----- |
| 2006 | Indicado  | Los Angeles International Film Festival | Melhor roteiro | Ian McCrudden | [ 7 ] |
| 2007 | Vencedor  | Sedona International Film Festival      | Melhor filme   | Ian McCrudden | [ 7 ] |